# Ipfmesse

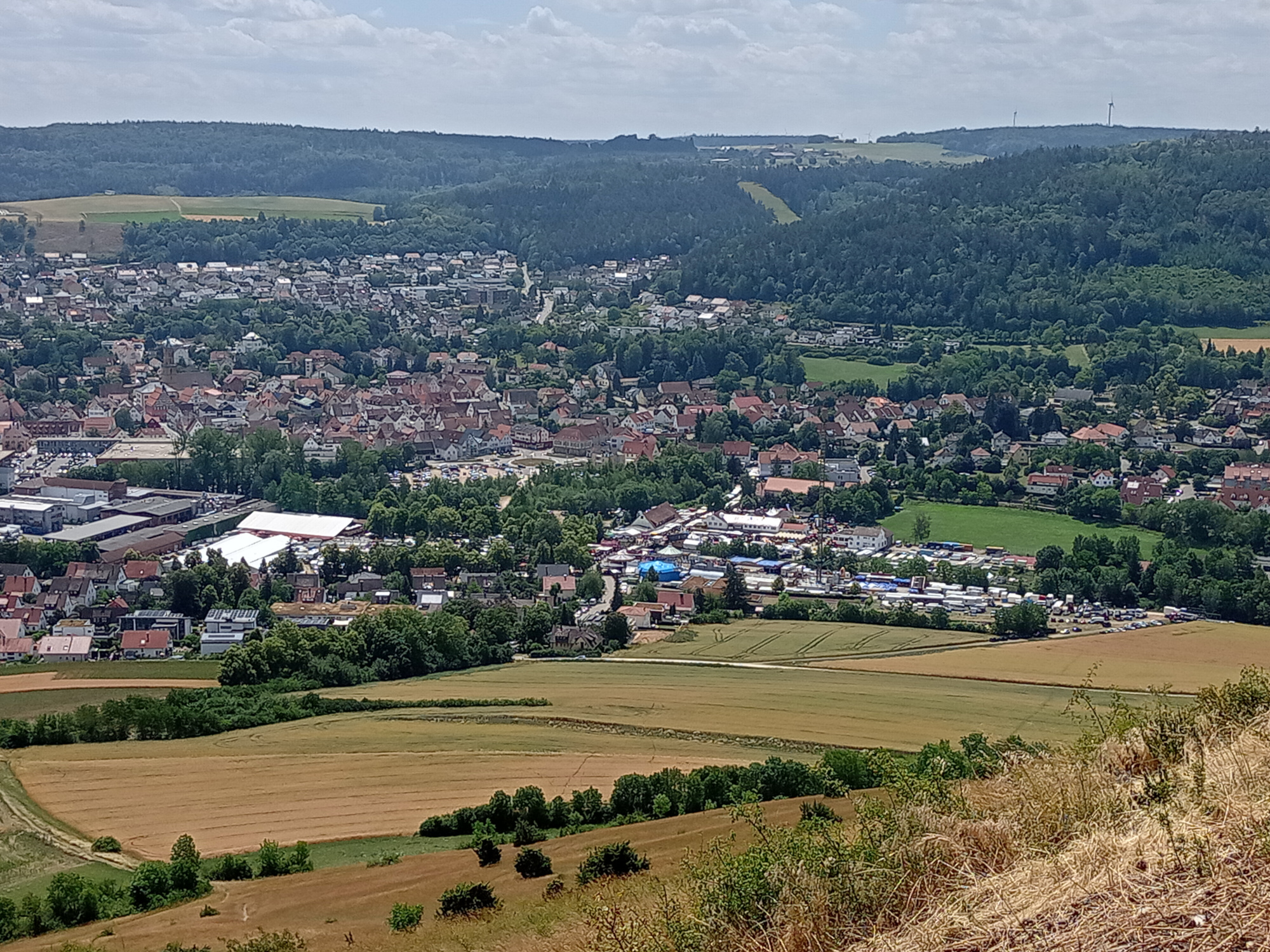
Ipfmesse 2023 vom Ipf aus gesehen

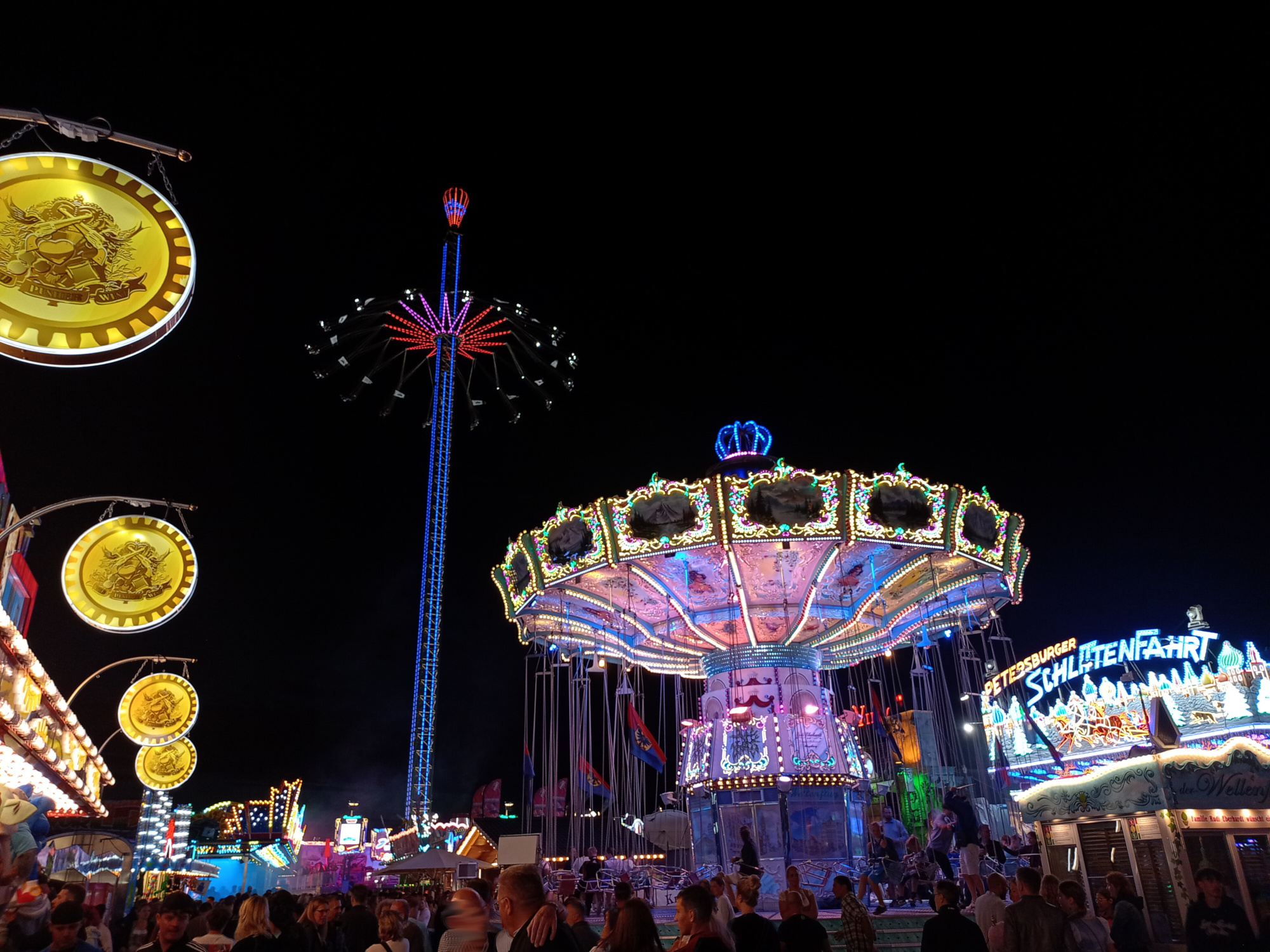
Fahrgeschäfte bei Nacht

Die Ipfmesse, auch Ipfmess’ oder kurz Mess’ genannt, ist ein jährliches Volksfest in der Stadt Bopfingen. Sie findet immer um das erste Juliwochenende statt. In Bopfingen und Umgebung ist die Ipfmesse auch als „fünfte Jahreszeit“ bekannt.

## Geschichte
Das Feiern der Ipfmesse geht auf das Jahr 1811 zurück. In diesem Jahr ehrte König Friedrich I. von Württemberg die Stadt am 10. Juli mit einem Besuch.
Am 24. Mai 1812 bat der Bopfinger Stadtmagistrat den König in einem Bittgesuch um die Erlaubnis, jährlich ein Fest mit Markt auf dem Ipf zu Ehren seines Besuches abhalten zu dürfen. Da die Stadt zu diesem Zeitpunkt verschuldet war und der Markt derselbigen Vorteile bringen könnte, erlaubte man, am 10. Juli einen Jahrmarkt abzuhalten. Ein Problem dabei war, dass der Marktumsatz nicht sehr hoch war, wenn der 10. Juli nicht auf einen Sonntag fiel, da werktags die Besucherzahl gering war.
Zwar waren Märkte nach altwürttembergischem Recht am Sonntag verboten, doch ab dem Jahre 1821 bemühte man sich in Bopfingen um einen „Ipfmesssonntag“. Der Sonntag als Tag der Veranstaltung wurde 1839 als offizieller Messtag legalisiert.
Da der Ipf 200 Meter höher liegt als das Stadtzentrum, stellte es sich heraus, dass er – auch wegen der Wetterverhältnisse – nicht für die Abhaltung der Ipfmesse geeignet war. Einer Überlieferung zufolge wurde der Ort des Volksfestes auf dem Sechtaplatz am Fuß des Berges dadurch verursacht, dass 1837 auf dem Ipf ein Sturm wütete und Chaos und Zerstörung anrichtete.
Ein weiteres Hindernis für den wirtschaftlichen Erfolg der Messe war die kurze Dauer des Festes. Vor allem für entfernter beheimatete Händler und Schausteller lohnte es sich nicht, den weiten Weg für nur einen Messetag auf sich zu nehmen. Eine Lösung wurde gefunden, indem man den im Oktober abgehaltenen Vieh- und Krämermarkt 1842 auf den Ipfmessmontag verschob. 1904 wurde dieser Markttag genehmigt. Der vierte Tag, der Ipfmesssamstag, kam zur 150. Ipfmesse 1961 dazu. 1991 erhielt die Ipfmesse dann einen fünften Messtag, den Ipfmessfreitag.

## Ereignisse
Am Ipfmessfreitag wird gegen 23 Uhr das traditionelle Feuerwerk abgehalten, das in der Regel rund 10 bis 15 Minuten dauert. Am Ipfmesssamstag findet ein Umzug durch die gesamte Innenstadt von Bopfingen statt, der auf dem Sechtaplatz endet.
Am Ipfmesssonntag findet um 10 Uhr ein ökumenischer Gottesdienst im Festzelt statt. 
Der Messdienstag steht im Rahmen des Familientages. An den Schaustellerbetrieben gibt es Vergünstigungen.